# Idrindantina
L'idrindantina è un indicatore.
A temperatura ambiente si presenta come un solido biancastro dall'odore caratteristico.